# Ormyrus gopii
Ormyrus gopii är en stekelart som beskrevs av T.C. Narendran 1999. Ormyrus gopii ingår i släktet Ormyrus och familjen kägelglanssteklar. Inga underarter finns listade i Catalogue of Life.